# Годервил
Годервил (фр. Goderville) насеље је и општина у северној Француској у региону Горња Нормандија, у департману Приморска Сена која припада префектури Авр.
По подацима из 2011. године у општини је живело 2861 становника, а густина насељености је износила 358,52 становника/km². Општина се простире на површини од 7,98 km². Налази се на средњој надморској висини од 124 метара (максималној 134 m, а минималној 97 m).

## Демографија
| 1962. | 1968. | 1975. | 1982. | 1990. | 1999. | 2011. |
| ----- | ----- | ----- | ----- | ----- | ----- | ----- |
| 1.395 | 1.499 | 1.632 | 1.885 | 2.044 | 2.281 | 2.861 |

График промене броја становника у току последњих година